# 봉명중학교 (충북)
봉명중학교(鳳鳴中學校)는 대한민국 충청북도 청주시 흥덕구 봉명동에 있는 공립 중학교이다.

## 학교 연혁
- 1987년 3월 5일 : 개교 및 신입생 입학식 (7학급)
- 2009년 7월 8일 : 교육과학기술부 지정 ‘사교육 없는 학교’ 운영
- 2011년 3월 1일 : 교육복지우선지원사업 지정 운영
- 2011년 9월 1일 : 영어전용실, 방송실 리모델링, 미래형 첨단교실 설치
- 2024년 1월 11일 : 제35회 졸업(남 89명, 여 82명 계 171명) 누계(13,220명)
- 2024년 3월 1일 : 제21대 송수영 교장 부임
- 2024년 3월 4일 : 신입생 입학식 (남 106명, 여 88명 계 194명)

## 참고 자료
- 봉명중학교 - 한국교육학술정보원 학교알리미